# Subarachnoïdale ruimte
De subarachnoïdale ruimte of cavum hyparachnoidicum is de ruimte tussen het spinnenwebvlies en het zachte hersenvlies. Rond alle delen van het centrale zenuwstelsel komt de subarachnoïdale ruimte voor. Deze ruimte is gevuld met hersenvocht. 
Verder lopen er bloedvaten door de hersenvliezen en zenuwen. Hierdoor kan bij letsel van de hersenvliezen hoofdpijn gevoeld worden.
Een subarachnoïdale bloeding is een bloeding in deze ruimte, die met meestal felle hoofdpijn gepaard gaat en levensgevaarlijk kan zijn.